# Bill Kazmaier
Bill Kazmaier (Burlington, 30 dicembre 1953) è un sollevatore, wrestler, strongman e powerlifter statunitense.

## Powerlifting
Kazmaier  dopo aver giocato a football americano presso l'Università del Wisconsin dal 1973 al 1974, lascia gli studi e si dedica al power lifting a tempo pieno. Nel 1979, Kazmaier vince il campionato americano power lifting e l'IPF world powerlifting championship, poi rivinto nel 1983. Dotato di un fisico imponente, con un'altezza di 190 cm per un peso di 150 kg. Kazmaier è stato il primo uomo al mondo a sollevare in panca piana 300 kg (661 libbre). Il suo record personale nel powerlifting (totale nelle tre prove) in una singola gara è di 1.100 kg (2.425 libbre).

## Carriera nello strongman
Kazmaier ha vinto il titolo di World's Strongest Man (Uomo più forte del mondo) per ben tre volte consecutive, 1980, 1981, e 1982; mentre nel 1979 arrivò terzo. Dopo queste vittorie, non venne più invitato per alcuni anni fino a quando nel 1988 venne invitato nuovamente, giungendo secondo alle spalle di Jón Páll Sigmarsson. Nel 1989, alla sua ultima partecipazione si piazzò al quarto posto nella competizione. Negli ultimi anni ha fatto da commentatore per la ESPN in occasione delle gare del World's Strongest Man.

## Carriera nel wrestling
Kazmaier è stato anche un wrestler nella federazione World Championship Wrestling nel 1991. Nonostante abbia avuto diverse opportunità per combattere per il titolo dei pesi massimi WCW World Heavyweight Championship contro Lex Luger, non riuscirà mai a sconfiggerlo, ha combattuto in coppia con Rick Steiner.

## Profilo
- Altezza: 190 cm
- Peso: 145–158 kg
- Torace: 152 cm
- Collo: 56 cm
- Vita: 81 cm
- Fianchi: 100 cm
- Braccio: 58 cm
- Avambraccio: 43 cm

## Primati personali
- Panca piana: 300 kg
- Squat: 420 kg
- Stacco da terra: 402 kg
- Totale sollevato in gara singola: 1100 kg